# Muscle tibial antérieur
Le muscle tibial antérieur (ou muscle jambier antérieur) est un muscle du membre inférieur situé dans la partie antérieure de la jambe. Il est contenu dans la loge crurale antérieure.
de la loge antérieure de la jambe qui va du bord externe du tibia au bord interne du pied.

## Description
Le muscle tibial antérieur est un muscle triangulaire. C'est le muscle le plus volumineux de la loge crurale antérieure. Il relie le tibia au tarse et au métatarse.

## Origine
Le muscle tibial antérieur se fixe sur le tibia au niveau du condyle latéral et sur les 2/3 supérieurs de la face externe du tibia, sur le tiers supérieur de la membrane interosseuse et sur la face profonde du tiers supérieur de l'aponévrose jambière superficielle (fascia crural).

## Trajet
Le muscle tibial antérieur descend le long de la jambe, se finit par un tendon qui longe le versant interne de la crête tibiale, puis, après s'être entouré d'une gaine synoviale traverse le faisceau supérieur du rétinaculum des muscles extenseurs du pied et glisse sous le faisceau inférieur.

## Terminaison
Le tendon du muscle tibial antérieur s'insère sur la face médiale du cunéiforme médial et sur la base du premier métatarsien.

## Innervation
Le muscle tibial antérieur est innervé par le nerf fibulaire profond et par un rameau du nerf fibulaire.

## Vascularisation
Le muscle tibial antérieur est vascularisé par l'artère tibiale antérieure et la veine tibiale antérieure.

## Anatomie fonctionnelle
Le muscle tibial antérieur est fléchisseur du pied sur la jambe (flexion dorsale), adducteur et supinateur. Il participe à l'inversion mais n'est pas un inverseur pour autant. En effet les muscles inverseurs font de l'adduction, de la supination et de la flexion plantaire.
Ses muscles antagonistes sont les muscles long fibulaire, triceps sural, plantaire et tibial postérieur.

## Aspect clinique
La hernie du muscle tibial antérieur est une forme rare de hernie, dans laquelle du tissu adipeux ou d'autres structures traversent un défaut de la paroi musculaire du muscle tibial antérieur. Cette pathologie peut résulter d’un traumatisme, comme un coup involontaire porté à la jambe lors d’un match de football.

## Galerie

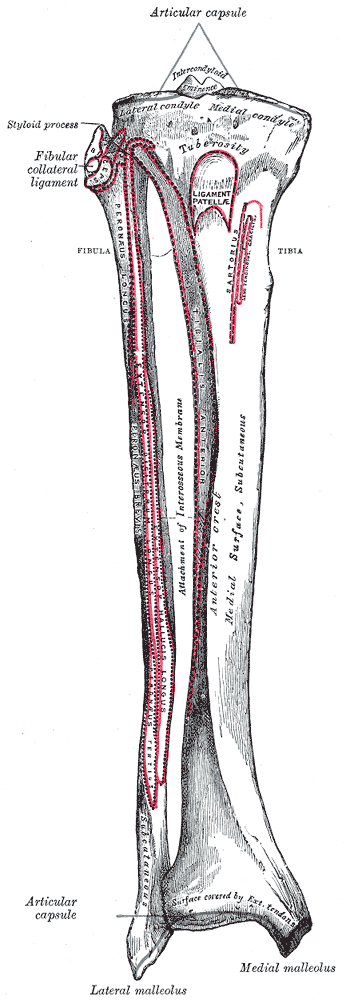
Os de la jambe droite.Face antérieure
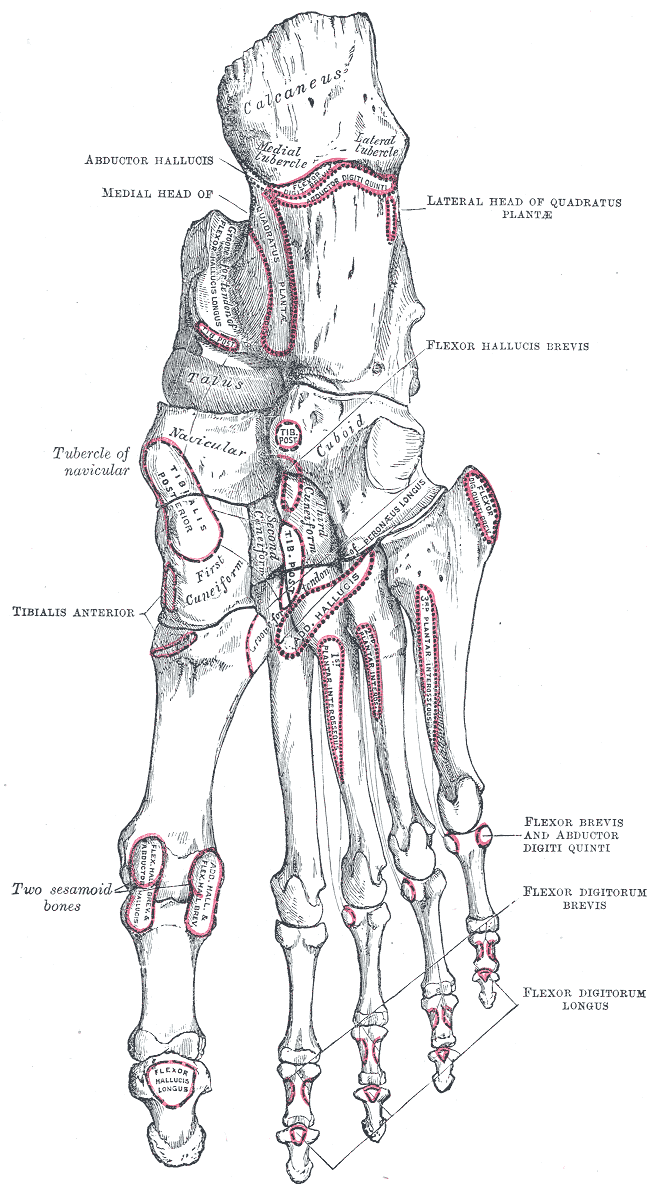
Os du pied droit. Face plantaire.
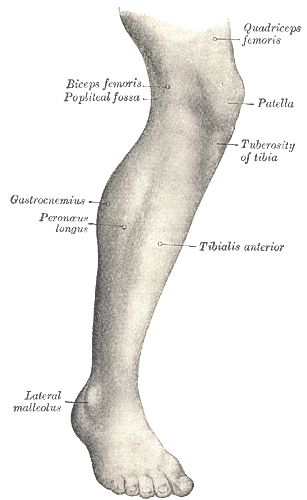
Reliefs musculaires de la jambe

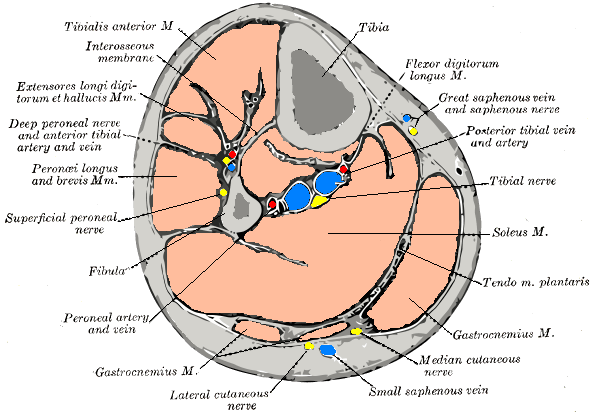
Coupe transversale de la jambe au tiers moyen
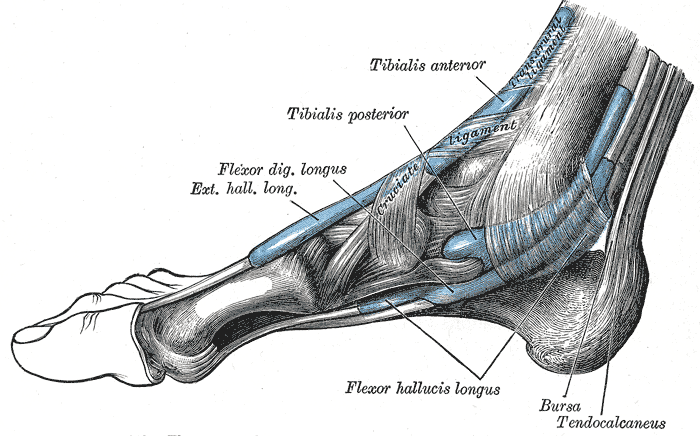
Les gaines synoviales des tendons au niveau de la cheville. Vue de l'intérieur (médiale).
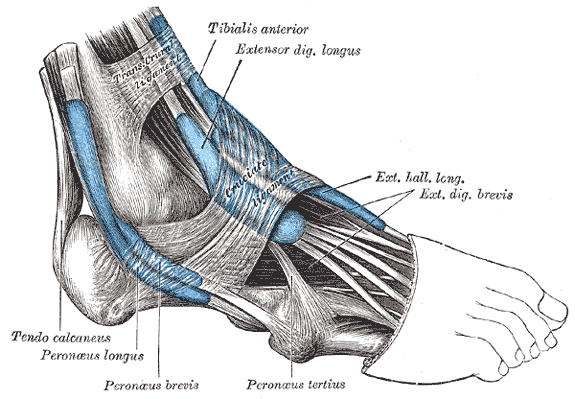
Les gaines synoviales des tendons au niveau de la cheville. Vue de l'extérieur (latérale).